# Художественная колония Кос Коб
Художественная колония Кос Коб (англ. Cos Cob Art Colony) — художественная колония в городке Кос Коб недалеко от Гринвича, штат Коннектикут, США, основанная группой художников-импрессионистов, существовавшая с 1890-х по 1920-е годы.

## История

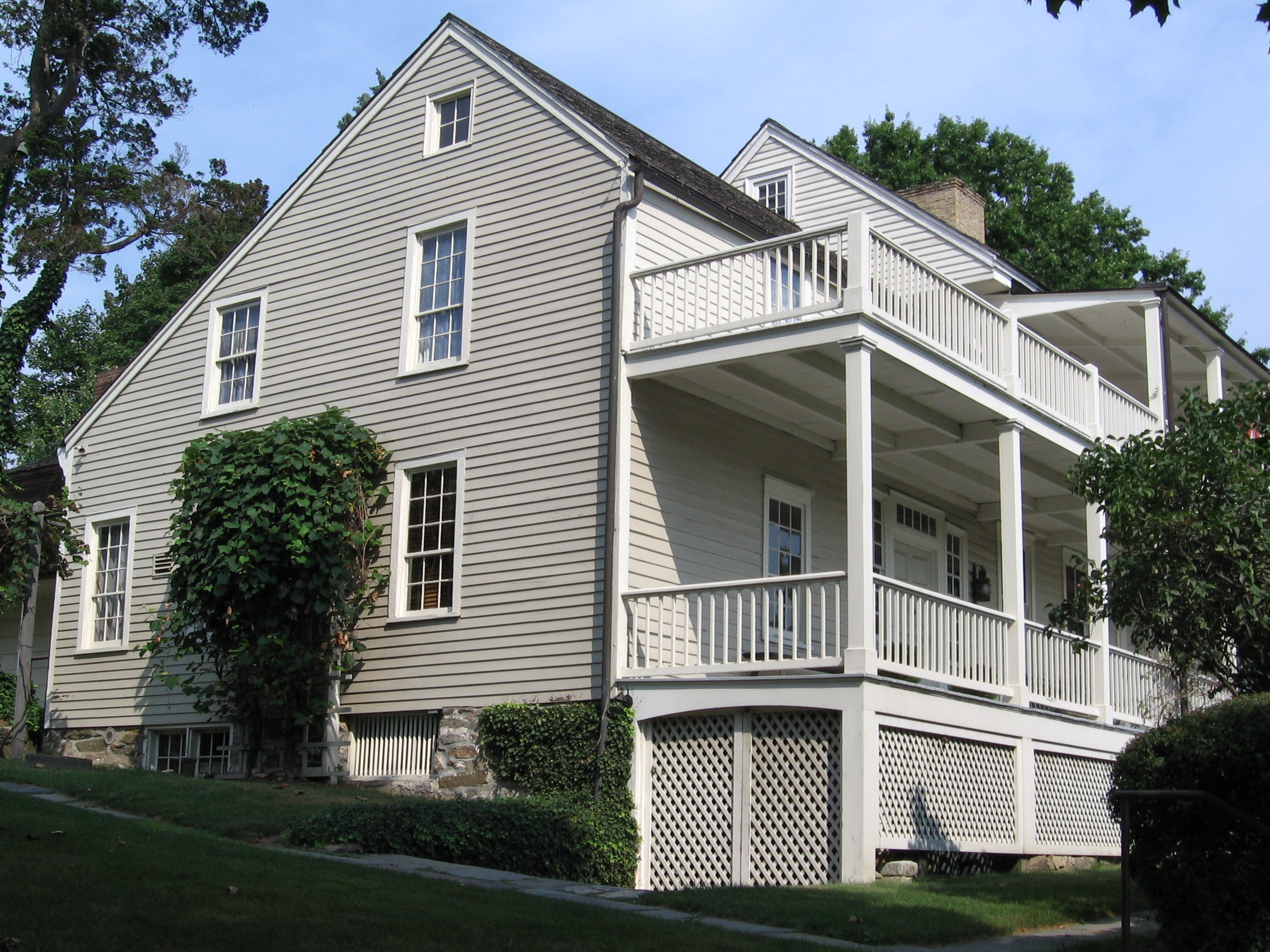
Bush-Holley House

Американские художники впервые приезжали в Гринвич для работы в 1870-х годах, но собственно арт-колония начала своё существование с 1889 года, когда в Гринвиче поселился Джон Твахтман. Город был всего в нескольких минутах езды на поезде от Нью-Йорка, но при этом сохранил сельский антураж, который привлекал художников. Многие друзья Твахтмана навещали его дом, среди них были Чайльд Гассам, Джулиан Уир, Робинсон, Теодор, Роберт Рид, Henry Fitch Taylor. Для длительного проживания художники селились в доме Holley House (ныне Bush-Holley House) с пешеходной дорожкой и видом на гавань. Зимой Твахтман и Уир преподавали в Лиге студентов-художников Нью-Йорка, а летние художественные классы также проводили в Кос Кобе.
Среди других художников, связанных с художественной колонией в Кос Кобе, были Леонард и Мина Охтман (сооснователи колонии), Edward Clark Potter, Emil Carlsen, George Wharton Edwards и Kerr Eby. Членами колонии являлись также писатели и журналисты, в том числе Джозеф Стеффенс и Уилла Кэсер.